# Алая чума
«Алая чума» (англ. The Scarlet Plague) — повесть Джека Лондона, впервые изданная в The London Magazine в 1912 году, отдельным изданием вышло в 1915 (изд. Макмиллан, Нью-Йорк). Повествует об пандемии так называемой «Алой чумы», которая приводит к гибели почти всего человечества. В живых остаются лишь небольшие группки людей, которые предоставлены сами себе; в соответствии с доминирующими представлениями тех лет, остатки человечества впадают в «новое варварство».

## История публикаций
«Алая чума» написана в 1910 году, но опубликована только два года спустя в майском и июньском номерах 1912 года журнала London Magazine. В 1915 году американское издательство Macmillan Publishers выпустило её отдельной книгой. Это издание произошло в период писательской карьеры Лондона с сентября 1912 по май 1916 года, которую биографы и критики считают временем «творческого упадка». В это время он перестал писать короткие произведения и обратился к более масштабным работам, среди которых были «Лютый зверь» (1913), «Джон Ячменное Зерно» (1913), «Мятеж на «Эльсиноре» (1914), «Межзвёздный скиталец» (1915) и другие.
Позднее повесть переиздана в февральском выпуске 1949 года журнала Famous Fantastic Mysteries.
Дж. Хэммонд считает, что источником вдохновения для Лондона частично послужил рассказ «Маска Красной смерти» 1842 года американского писателя Эдгара По, хотя возбудитель Алой Чумы имеет совсем другие симптомы. Оба произведения, По и Лондона, написаны в жанре апокалиптической фантастики, изображая универсальную чуму, почти полностью уничтожающую человечество. Из других примеров данного жанра можно привести романы «Последний человек» Мэри Шелли (1826), «Earth Abides» Джорджа Стюарта (1949), «Штамм „Андромеда“» Майкла Крайтона (1969) и «Противостояние» Стивена Кинга (1978).

## Сюжет
2073 год. Через лес на обезлюдевшем побережье залива Сан-Франциско пробирается престарелый дикарь со своим внуком Эдвином. Старик выходит на берег моря, где встречает других своих внуков (Хоу-Хоу и Заячья Губа). После трапезы подростки просят рассказать деда о Красном море (Алой чуме). Воспоминания уносят старика на 60 лет в прошлое…
В 2013 году старику (которого звали Джеймс Смит) было 27 лет, он был профессором английской литературы в Беркли. США управлял Совет Магнатов, социальное расслоение общества значительно усилилось. На протяжении XX века из «неведомого мира микроорганизмов» не раз вырывались опасные бактерии, приводящие к массовым эпидемиям, но каждый раз человечеству удавалось их победить.
В 2013 году пришли сообщения о нескольких смертельных случаях от неведомой болезни. Заболевшие умирали буквально в течение часа. Сначала на коже высыпала алая сыпь, потом появлялись судороги, затем начиналось онемение, и, когда оно от стоп поднималось к сердцу, человек умирал. Тела умерших разлагались невероятно быстро, поэтому микробы немедленно попадали в окружающую среду. Исследователям не удавалось найти лечения, они тоже заболевали и умирали.
Вскоре чума добралась до Сан-Франциско. Город погрузился в хаос. Миллионы жителей покидали город всеми возможными средствами, но они уже несли в своей крови возбудителей чумы. Связь с остальной цивилизацией вскоре прервалась. Поступило сообщение, что в Берлине открыли противочумную сыворотку, но, видимо, было уже поздно. «Цивилизация рушилась, каждый спасал свою шкуру».
Смит решил укрыться в просторном здании химического факультета, стоявшим на отшибе, к нему присоединились студенты, преподаватели и родственники, всего набралось свыше 400 человек. Люди сделали большие запасы продовольствия, выкопали колодец, запечатали двери и никого не подпускали к убежищу. Прошло несколько суток и никто не заболел. Однако после взрыва пороховых складов на мысе Пиноль в здании выбило все стёкла. Несколько перепившихся подонков, в том числе уже заболевших, подошли к зданию и вступили в перестрелку с защитниками. Несмотря на то что двое добровольцев, жертвуя собой, оттащили трупы от здания и удалились, чума проникла в убежище, жители стали умирать один за другим. Оставшиеся в живых 47 человек покинули здание и стали пробиваться из города, но через несколько дней все погибли от чумы и перестрелок с вооружёнными бандитами. Смит оказался невосприимчив к чуме.
Смит подобрал двух овчарок и пони и добрался до уединённого отеля в Йосемитской долине, где провёл три года. Не вытерпев одиночества, он двинулся на поиски людей и наконец у озера Темескал встретил человека по прозвищу Шофёр. Его женщина, Веста, была женой одного из магнатов — правителей Америки. Шофёр, злой, малообразованный, ленивый и бесчестный человек, нашёл убежище, в котором она укрывалась, и сделал её своей женой и рабыней. Веста умоляла Смита освободить её, убив Шофёра, но бывший профессор не решился. Устав от общества Смита, Шофёр сообщил ему, что год назад видел дымок от костра у пролива Каркинез. Смит направился на поиски и в Глен-Эллен нашёл стоянку из 18 выживших, создавших племя Санта-Роса. Они приняли его к себе, Смит женился на одной из женщин. Впоследствии к ним прибились ещё двое уцелевших. В дальнейшем они узнали ещё о нескольких племенах выживших.
Постепенно численность людей увеличивается, хотя в целом, по мнению Смита, на Земле осталось лишь 350—400 человек. Потомки выживших ведут первобытный образ жизни, питаясь за счёт охоты и скотоводства, они утратили навык чтения, а их язык сильно упростился. Старик уверен, что со временем люди вновь заселят Землю и воссоздадут цивилизацию, которая снова погибнет через некоторое время. Внукам надоедает слушать его рассуждения и они все отправляются в становище.

## Критика
Джон Мэтьюс в статье для газеты The Baltimore Sun от 13 апреля 2020 года отмечает предвидение Лондона, знакомого со вспышкой бубонной чумы в Сан-Франциско, в связи с пандемией COVID-19.